# Secrets de confessió
Secrets de confessió (títol original: Le Confessionnal) és una pel·lícula dramàtica quebequesa dirigida per Robert Lepage, estrenada l'any 1995. Ha estat doblada al català. Alfred Hitchock feia molt curtes aparicions als seus films. És l'alcalde de Quebec el 1995, Jean-Paul L'Aliar, qui l'ha substituït. Renée Hudon, que ha interpretat una nena al film de Hitchock i que ha fet carrera com a presentadora de ràdio al Quebec, té el seu propi paper al film de Lepage.

## Argument
Fent obertament referència al film I confess d'Alfred Hitchcock, la història alterna entre 1989 i 1952, o sigui l'any que Hitchcock va rodar el seu film al Quebec.
Després d'haver estudiat tres anys a la Xina, Pierre Lamontagne torna a la seva ciutat natal pels funerals del seu pare. Habitant l'antic pis familiar, intenta trobar Marc, el seu germà adoptiu i homosexual. Per una sèrie de retorns d'efectes cinematogràfics hàbils, s'estableix una relació en mirall entre les dues èpoques. Al secret de confessió de 1952 brilla el secret de la família Lamontagne sobre els orígens del seu germà. Finalment és l'amant de Marc qui té la clau d'aquest misteri.

## Repartiment
- Lothaire Bluteau: Pierre Lamontagne
- Patrick Goyette: Marc Lamontagne
- Jean-Louis Millette: Raymond Massicotte
- Kristin Scott Thomas: Ajudant de Hitchcock
- Suzanne Clément: Rachel
- Ron Burrage: Alfred Hitchcock
- Richard Fréchette: André
- François Papineau: Paul-Émile Lamontagne
- Marie Gignac: Françoise Lamontagne
- Normand Daneau: Massicotte
- Anne-Marie Cadieux: Manon
- Lynda Lepage-Beaulieu: Joana d'Arc
- Pascal Rolin: el capellà de la parròquia
- Billy Merasty: Moose
- Paul Hébert : el capellà de la parròquia (1989)
- Marthe Turgeon: la curadora
- Renée Hudon: Renée Hudon
- Adréanne Lepage-Beaulieu: Évelyn
- Rodrigue Proteau: el sagristà

## Premis i nominacions

### Premis
- 1996: Premi Génie Claude Jutra a Robert Lepage
- 1996: Premi Génie a la millor direcció artística a François Laplante
- 1996: Premi Génie a la millor realització a Robert Lepage
- 1996: Premi a la millor producció a Denise Robert
- 1995: al Festival internacional del film de Vancouver, premi al millor guió canadenc a Robert Lepage
- 1995: al Sudbury Cinéfest premi a la millor pel·lícula canadenca a Robert Lepage
- 1995: al Festival internacional del film francòfon de Namur el premi Bayard d'or per la millor contribució artística a Robert Lepage
- 1996: al Festival internacional del film d'Istanbul, premi internacional (FIPRESCI) de la premsa.

### Nominacions
- 1996: Premi Génie a la millor cinematografia a Alain Dostie
- 1996: Premi Génie al millor disseny de vestuari a Barbara Kidd
- 1996: Premi Génie al millor muntatge a Emmanuelle Castro
- 1996: Premi Génie al millor so a Jean-Claude Laureux, Jocelyn Caron i Hans Peter Strobl
- 1996: Premi Génie al millor muntatge sonor a Nick Berry, Jérôme Décarie, Jacques Plante, i Antoine Morin
- 1996: Premi Génie al millor actor a un paper principal a Lothaire Bluteau
- 1996: Premi Génie a la millor actriu a un paper secundari a Anne-Marie Cadieux
- 1996: Premi Génie a la millor actriu a un paper secundari a Marie Gignac

## Crítiques
- "Puzle fascinant les peces del qual no encaixen en un ordre lògic. El relat és un joc intel·lectual. Tota una picada d'ullet al mestre Hichcock"[3]
- "Per a alguns un deliri. Per a uns altres, una obra mestra. Interessant"[4]